# Sandy Patrone
Sandy Erasmo Patrone (San Pedro de Macorís, 12 luglio 1983) è un giocatore di baseball dominicano con cittadinanza italiana.

## Carriera

### Club
Debutta in serie A1 nel 2001, a pochi giorni dal compimento del diciottesimo anno di età, con la maglia del Caserta. L'anno successivo scende di categoria, giocando in A2 nel Riccione, per poi passare definitivamente al Rimini, squadra con la quale vincerà lo scudetto 2006, dimostrandosi uno dei migliori lanciatori dell'intera Italian Baseball League (IBL).
Nel giugno 2014, periodo in cui non poteva scendere in campo poiché stava curando uno stiramento muscolare, è stato squalificato per due anni a seguito di un controllo antidoping effettuato a Brno durante l'European Champions Cup 2014.

### Nazionale
Ha fatto la prima apparizione con la maglia della Nazionale di baseball dell'Italia al torneo di Qualificazione olimpica del 2003 in Olanda. Ha successivamente disputato tre Mondiali (2003, 2007, 2009) e due Europei (2005 e 2007).
Al termine della stagione 2012, ha al suo attivo 25 presenze nella nazionale italiana.